# Club Deportivo San Isidro
El Club Deportivo San Isidro és un club de futbol espanyol amb seu a San Isidro, a la comunitat autònoma de les Illes Canàries. Fundat l'any 1970 juga a Tercera Divisió – Grup 12, i celebra els partits a casa a l'Estadi La Palmera, amb una capacitat de 2.500 seients. A Tenerife, el club es coneix comunament com a Raqui San Isidro.

## Temporada a temporada
| Temporada | Divisió  | Posició | Copa del Rei |
| --------- | -------- | ------- | ------------ |
| 1970–97   | Regional | —       |              |
| 1997/98   | 3a       | 7è      |              |
| 1998/99   | 3a       | 5è      |              |
| 1999/00   | 3a       | 5è      |              |
| 2000/01   | 3a       | 4t      |              |
| 2001/02   | 3a       | 6è      |              |
| 2002/03   | 3a       | 7è      |              |
| 2003/04   | 3a       | 6è      |              |
| 2004/05   | 3a       | 2n      |              |

| Temporada | Divisió    | Posició | Copa del Rei |
| --------- | ---------- | ------- | ------------ |
| 2005/06   | 2a B       | 18è     |              |
| 2006/07   | 3a         | 2n      |              |
| 2007/08   | 2a B       | 20è     |              |
| 2008/09   | Preferente | 2n      |              |
| 2009/10   | Preferente | 2n      |              |
| 2010/11   | 3a         | 19è     |              |
| 2011/12   | Preferente | 1r      |              |
| 2012/13   | 3a         | 17è     |              |
| 2013/14   | 3a         | 18è     |              |
| 2014/15   | Preferente | 2n      |              |
| 2015/16   | Preferente | 11è     |              |
| 2016/17   | Preferente | 7è      |              |

- 2 temporades a Segona Divisió B
- 12 temporades a Tercera Divisió

## Jugadors famosos
- Fernando Pierucci
- Baba Sule
- Álvaro
- Pedro; la seva venda al Chelsea FC va assegurar el futur del club ja que van rebre 320.000 lliures com a part del traspàs.